# 神戸居留地 (飲料品)
神戸居留地（こうべきょりゅうち）とは、富永食品（富永貿易の関連会社）が1994年より展開しているソフトドリンクブランド。全ての商品が日本国内複数の協力工場で加工されている。海外の安価な原料の輸入や、広告・宣伝費を使わないことによってコストを抑え、魅力の一つでもある安さを保っている。また、アルコール飲料（チューハイ）やノンアルコールビールも展開している。
実売価格は1本50円未満（税込）のことが多く、主にスーパーマーケットやディスカウントストア、100円ショップで販売されている。100円自販機でサンガリアなどの格安ジュースと共に販売されていることもあるほか、楽天市場などに出店しているECサイトやAmazon.co.jpでも購入が可能。

## リスト
炭酸飲料
- 神戸居留地LASシリーズ（コーラ、コーラゼロ、レモンライム、ジンジャーエール）

「LAS」は当初は米国で生産されていたが（輸入元：富永貿易）、国内生産に切り替えたと同時に「神戸居留地」シリーズに組み入れられた。
- サイダー（無色、グレープ、オレンジ、パイン、糖類ゼロ）
- 栄養炭酸飲料「ガツンゴールド」
- レモン25
- ソーダ（炭酸水）
- ファインフリー（ノンアルコールビール）

コーヒー
- CAFE DRIPシリーズ（ザ クリアブラック、コク深微糖、ほろにが炭焼、ミルクコーヒー）
- 神戸居留地シリーズ（ブラックコーヒー、微糖コーヒー、キリマンジャロブレンドコーヒー、炭焼コーヒー、カフェオレ、コーヒー微糖 2L、コーヒー無糖 2L）
- エクストラコーヒー（※製造終了）
- ゼロショットコーヒー（糖類ゼロ※製造終了）
- デミタスコーヒー（※製造終了）

茶類
- 緑茶
- 烏龍茶
- 麦茶
- 紅茶（レモン、ストレート、ミルク）
- 減肥茶
- ジャスミン茶
- 芳潤きらり茶

果物野菜類
- 100%オレンジジュース
- 100%アップルジュース
- 100%グレープジュース
- 100%グレープフルーツジュース
- 100%パインアップルジュース
- 100%トマトジュース
- 100%16種の野菜と果物
- カルシウムパーラー
- ビタミンパーラー
- アセロラドリンク
- レモンウォーター

スポーツドリンク
- アクティーブ
- アクティーブリセット
- アクティーブビタミン

酒類
- チューハイ（シークワーサー、レモン、梅、グレープフルーツ、白桃&桜桃、赤ぶどう&白ぶどう、ホワイトサワー）
- 糖類ゼロチューハイ（レモン、グレープフルーツ、コーラ）
- ハイボール

他多数